# Mary Ellen Kay
Mary Ellen Kay, auch Mary Ellen Kaye geschrieben, (eigentlich Mary Ellen Keaggy; * 29. August 1929 in Boardman, Ohio; † 2017) war eine US-amerikanische Schauspielerin. Bekanntheit erlangte sie vor allem durch ihre Auftritte in Western der 1950er Jahre.

## Leben
Mary Ellen Kay ist die ältere Schwester des Musikers Phil Keaggy. Vor dem Beginn ihrer Schauspielkarriere trat sie bereits seit ihrem sechsten Lebensjahr als Sängerin auf und absolvierte im Alter von 17 Jahren Auftritte mit dem Gene Ryan’s Orchestra in Clubs. Es folgten erste Erfahrungen als Bühnenschauspielerin in lokalen Theatern, ehe Kay 1950 ihre erste Filmrolle in Girl’s School erhielt. Im selben Jahr war sie als Moana in Tarzan und das Sklavenmädchen zu sehen.
In den folgenden Jahren erlangte Kay vor allem durch ihre Auftritte in Western, in denen sie meistens in einer Hauptrolle als Filmpartnerin des Protagonisten zu sehen war, Bekanntheit. Hierzu zählen alleine neunzehn Produktionen mit Rex Allen. Zu ihren wenigen Filmen außerhalb des Western-Genres gehören das Serial Government Agents vs Phantom Legion sowie die Film noirs Sittenpolizei und Das lange Warten. 1956 war Kay in einer Statistenrolle in Die zehn Gebote zu sehen. 1957 spielte sie eine Nebenrolle im Horrorfilm Voodoo Woman an der Seite von Marla English, mit der sie schon im Jahr zuvor das Drama Runaway Daughters gedreht hatte. Nach weiteren Filmauftritten und Gastrollen in Fernsehserien wie Die Texas Rangers beendete Kay 1966 ihre Schauspielkarriere.
Mary Ellen Kay war zweimal verheiratet. Ihre erste Ehe mit dem aus New York stammenden Manager eines Kosmetik-Konzerns dauerte von 1954 bis 1959 und wurde geschieden. Das Paar hatte eine gemeinsame Tochter, die später als Sängerin tätig wurde. In zweiter Ehe war Kay von 1963 bis zu dessen Tod im Jahr 1993 mit Tim Ruffalo verheiratet, mit dem sie zwei Kinder hatte. In den 1990er und frühen 2000er Jahren trat sie mehrfach als Gast bei Filmfestivals auf und wirkte in einem Werbespot für Ford mit. Zudem betätigte sich Kay in dieser Zeit wieder sporadisch als Bühnenschauspielerin und arbeitete als Moderatorin in einem lokalen Fernsehsender in Phoenix, wo sie seit den 1960er Jahren lebte.
Mary Ellen Kays Bruder Phil Keaggy gab im August 2018 während eines Interviews im Podcast Cultivated: A podcast about faith and work an, dass seine Schwester bereits 2017 im Alter von fast 88 Jahren verstorben sei.

## Filmografie (Auswahl)
- 1950: Girl’s School
- 1950: Tarzan und das Sklavenmädchen (Tarzan and the Slave Girl)
- 1950: Streets of Ghost Town
- 1950: Die Männerfeindin (A Woman of Distinction)
- 1950: Zwischen Mitternacht und Morgen (Between Midnight and Dawn)
- 1951: Fort Dodge Stampede
- 1951: Desert of Lost Men
- 1951: Rodeo King and the Senorita
- 1951: Silver City Bonanza
- 1951: Government Agents vs Phantom Legion
- 1951: Stadt in Aufruhr (The Well)
- 1952: Colorado Sundown
- 1952: The Last Musketeer
- 1953: Sittenpolizei (Vice Squad)
- 1953: Hängt ihn (Vigilante Terror)
- 1954: Yukon Vengeance
- 1954: Das lange Warten (The Long Wait)
- 1954: Thunder Pass
- 1956: Runaway Daughters
- 1956: Die zehn Gebote (The Ten Commandments)
- 1956: Corky und der Zirkus (Circus Boy; Fernsehserie, eine Folge)
- 1956–1957: Die Texas Rangers (Tales of the Texas Rangers; Fernsehserie, zwei Folgen)
- 1957: Voodoo Woman
- 1961: Buffalo Gun
- 1962: A Public Affair